# Соціальне житло в Сінгапурі

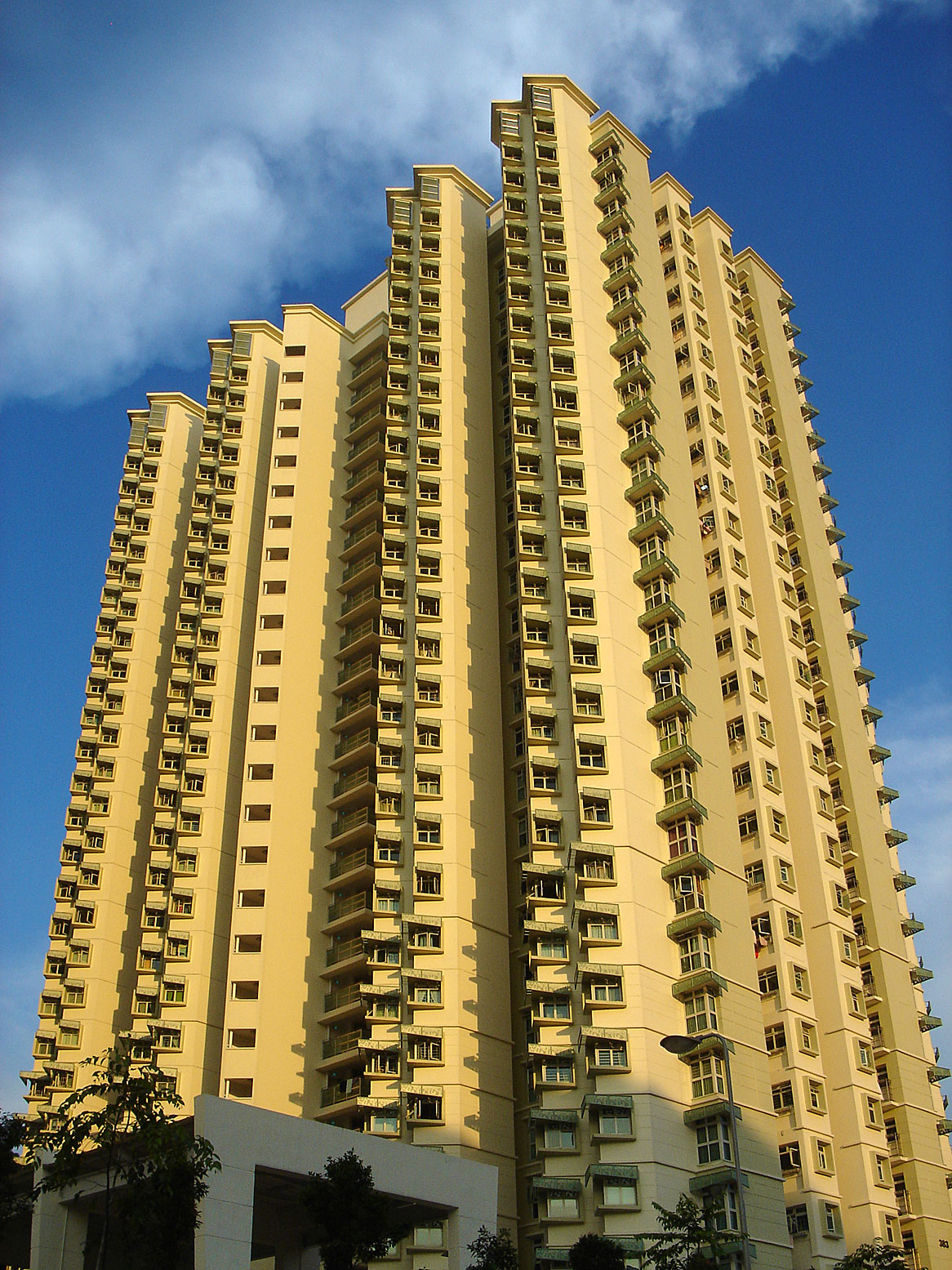
Будинок побудований HDB в Букіт Батоку

Соціальним житлом в Сінгапурі, в цей час займається Рада з питань житла та розвитку (HDB). Більшість проєктів житлових комплексів в Сінгапурі побудовані та розроблені державними структурами, більш ніж 80% громадян Сінгапуру живе в таких будинках. Ці квартири розташовані в мікрорайонах, які є по суті самодостатніми містами-супутниками з школами, супермаркетами, поліклініками, торговими центрами, а також з спортивними та розважальними об’єктами. В залежності від фінансових можливостей покупця є великий вибір типів та планувань квартир. Квартири HDB спочатку будувались головним чином , щоб забезпечити доступним житлом широкі маси населення. При купівлі квартири можна користуватись фінансовою допомогою Центрального страхового фонду. По мірі економічного росту Сінгапуру мінявся попит і почали з’являтись проєкти розраховані на людей з високими доходами.
Соціальне житло в Сінгапурі, в загальному не вважається ознакою бідності чи нижчого рівня життя, якщо порівняти із соціальним житлом в інших країнах. Хоча таке житло, як правило, дешевше ніж збудоване приватними компаніями, його будують різної якості та рівня оздоблення щоб задовольнити попит груп із середнім та високим достатком. Ціни на нерухомість для найменшого соціального житла часто може бути вищою ніж приватне житло або окремий будинок (міський котедж) в інших розвинутих країнах після конвертації цін. Хоча більшість жителів Сінгапуру живе в соціальному житлі, одиниці знаходяться за межею бідності.

## Власність та оренда
Більш ніж 80% населення Сінгапуру живе в квартирах побудованих HDB, з них 95% є власниками цих квартир. Решта квартир залишені для оренди, зарезервовані для тих, хто незважаючи на фінансову підтримку невзмозі купити собі житло.
У Сінгапурі діє система квот на національності згідно з Політикою інтеграції національностей. Завдяки тому що кожен будинок формується з сімей, що приблизно відповідають середньодержавному співвідношенню, вдається уникнути національної сегрегації та утворення національних кварталів поширених в інших мультинаціональних суспільствах. На практиці однак, хоча національних кварталів вдається уникнути, деякі житлові масиви традиційно залишаються популярнішими для певних національних груп. Наприклад, райони Бедок, Тампін, Вудлендс мають дещо більшу частку малайців понад державне середнє значення.
Частково у відповідь на громадську думку проти начебто утворення «кварталів приїжджих», в місцях де більшість квартир мали резиденти однієї національності, HDB запропонувала Сінгапурському парламенту квоти, які почали діяти з 5 березня 2010 року. До квот були включені всі національності крім малайців через їх «близьку культурну та історичну спорідненість із Сінгапурцями», всі інші резиденти підлягають обмеженню не більш ніж 5% квартир на булинок..

### Нові квартири
Найпростіший спосіб придбання квартири — це пряме замовлення через HDB. Протягом років діяли різні програми продажу житла, поточна в цей час програма називається Побудова на замовлення (Build-To-Order — BTO), яка була запущена в 2001 році. Ця програма діє паралельно з Продажем квартир на балансі (Sale of Balance Flats — SBF), яка дає змогу реалізувати квартири з попередніх проєктів BTO, непродані квартири по програмі заміни старих квартир SERS та квартири, що повернулись у власність HDB.
За поточних схем продажу, успішні апліканти на нові квартири BTO зазвичай мусять чекати кілька років перед переїздом доки квартири забудуються, оскільки будівництво починають лише коли вдається досягти продажу 65~70% квартир від майбутнього будинку. Апліканти, які воліють переїхати якомога швидше можуть взяти купити квартири з балансу по програмі SBF (хоча деякі з них можуть бути ще в процесі будівництва) або купити квартиру з перепродажу.
| Програми                                                          | Скороч. | Початок   | Кінець   | Примітки |
| ----------------------------------------------------------------- | ------- | --------- | -------- | --- |
| Реєстрація за квартирою (Registration for Flat)                   | RFS     | 1980-і    | лют 2002 | Сюди йшли надлишки кваритир від схем BTO, квартири з балансу BE чи куплені назад квартири HDB через голосування |
| Зайшов та вибрав (Walk In Selection)                              | WIS     | бер 2002  | лют 2007 | Сюди йшли надлишки кваритир від схем BTO, квартири з балансу BE чи куплені назад квартири HDB через голосування |
| Продаж квартир з балансу                                          | E-Sale  | Apr 2007  | -        | Сюди йшли надлишки кваритир від схем BTO, квартири з балансу BE чи куплені назад квартири HDB через голосування |
| Схема через голосування (Balloting Exercise)                      | BE      | сер 1995  | -        | Доступна тільки для колись значних надлишків квартир від програми SERS                                          |
| Будівництво-на-замовлення (Build-To-Order)                        | BTO     | квіт 2001 | -        | Купівля нових квартир з необхідністю очікування 4 роки                                                          |
| Проектування, будівництво, продаж (Design, Build and Sell Scheme) | DBSS    | жов 2006  | -        | Купівля нових квартир в дизайнерських кондомініумах від приватного забудовника                                  |

Щоб купити квартиру кандидат має відповідати цілому ряду вимог. Покупець має бути громадянином Сінгапуру, або мати дозвіл на постійне проживання, повинен бути старший за 21 рік та мати сім’ю. Не громадяни або неодружені не можуть купити нову квартиру HDB. Інші вимоги стосуються статусу домогосподарства, часу необхідного на будівництво, вимоги щодо доходів та інші окремі вимоги. Квартири зазвичай продають за договором оренди на 99 років.